# Platino (sous-marin)
Le Platino est un sous-marin italien, navire de tête de la classe Platino (sous-classe de la Serie 600) utilisé par la Regia Marina pendant la Seconde Guerre mondiale.

## Conception et description
Les sous-marins de la classe Platino (également connue sous la classe Acciaio) est le dernier développement du type 600 comportant des améliorations par rapport à la série précédente, notamment en ce qui concerne les équipements et les aménagements internes, telles qu'une tourelle inférieure pour améliorer la stabilité et réduire la silhouette. Dans l'ensemble, même les bateaux de cette série donnent de bons résultats malgré toutes les limitations imposées par la mauvaise qualité des matériaux utilisés dans la construction en raison de difficultés d'approvisionnement, un défaut commun de la construction italienne de la période de la guerre. 
Les sous-marins de la classe Platino ont été conçus comme des versions améliorées de la précédente classe Adua. Ils déplacent 697 tonnes en surface et 850 tonnes en immersion. Les sous-marins mesurent 60,18 mètres de long, ont une largeur de 6,44 mètres et un tirant d'eau de 4,78 mètres.
Pour la navigation de surface, les sous-marins sont propulsés par deux moteurs diesel de 700 chevaux (522 kW), chacun entraînant un arbre d'hélice. En immersion, chaque hélice est entraînée par un moteur électrique de 400 chevaux-vapeur (298 kW). Ils peuvent atteindre 14 nœuds (26 km/h) en surface et 7,3 nœuds (13,5 km/h) sous l'eau. En surface, la classe Platino possède une autonomie de 5 000 milles nautiques (9 300 km) à 8,5 nœuds (15,7 km/h), en immersion, elle a une autonomie de 80 milles nautiques (150 km) à 3 nœuds (5,6 km/h).
Les sous-marins sont armés de six tubes torpilles internes de 53,3 cm, quatre à l'avant et deux à l'arrière. Ils sont également armés d'un canon de pont de 100 mm pour le combat en surface. L'armement antiaérien léger varie et peut consister en une ou deux mitrailleuses de 20 mm ou une ou deux paires de mitrailleuses de 13,2 mm.

## Histoire
Le Platino est commandé pour  le chantier naval de OTO à La Spezia en Italie. La pose de la quille est effectuée le 29 novembre 1940, le Platino est lancé le 1er juin 1941 et mis en service le 2 octobre 1941.
Il entre en service le 2 octobre 1941 et est affecté à Augusta sous les ordres du tenente di vascello (lieutenant de vaisseau) Innocenzo Ragusa.
Il a effectué sa première mission offensive le 3 janvier 1942 au large des côtes de Malte mais n'a pas vu de navires ennemis.
Le 15 mars, il quitte Augusta directement vers sa zone d'embuscade près de l'île de Gavdos (non loin de la Crète) et deux jours plus tard, il est attaqué par un bombardier Bristol Blenheim qui lui largué trois bombes qui causent la mort du sergent Domenico Scodellini. Le Platino ouvre le feu avec ses mitrailleuses et endommage l'avion, le forçant à battre en retraite,.
Le 13 novembre 1942, sous le commandement du lieutenant Roberto Rigoli, il entre dans la rade de Bougie et lance quatre torpilles contre le navire à vapeur Narkunda de 16 632 tonneaux de jauge brute : certaines des torpilles ont échoué mais au moins une d'entre elles est allée marquer au but,; en raison des hauts-fonds, le navire est resté émergent et il n'est donc pas sûr d'attribuer sa perte au Platino ou aux bombardiers allemands qui l'ont attaqué le lendemain provoquant sa destruction définitive,.

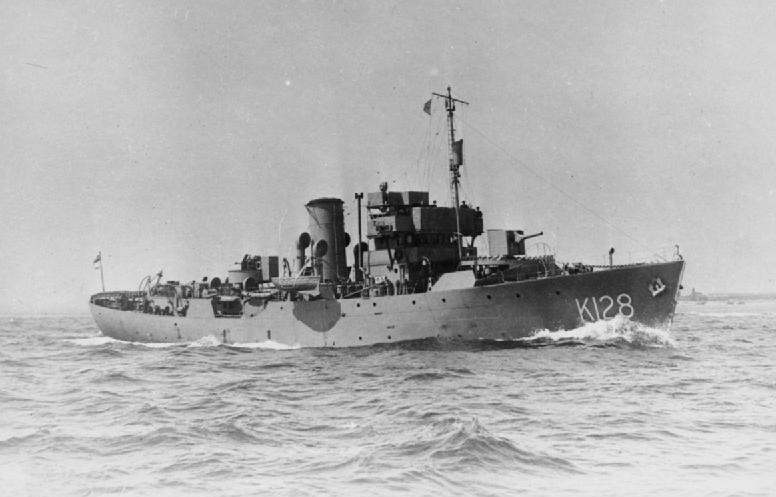
La corvette britannique, coulée par le Platino le 30 janvier 1943

Le 29 janvier 1943, à minuit, sous le commandement du lieutenant Vittorio Patrelli Campagnano, il aperçoit un convoi qui passe près du cap Carbon en direction de l'Est : c'est le convoi TE 14,.

À l'approche, à 00h17 du 30 janvier, il lance quatre torpilles contre trois navires anglais ; puis il se rapproche d'un navire marchand et lance deux autres torpilles, restant en surface pour voir l'issue de l'attaque et vérifier le résultat des tirs. La corvette de classe Flower HMS Samphire (K128) de  1 015 tonnes  est touchée et coule à la position géographique de 36° 56′ N, 5° 40′ E,, emportant 45 hommes, dont le capitaine, vers la mort sur les 85 membres d'équipage.
Le 7 février 1943, il lance quatre torpilles contre deux transports escortés au large du cap Bougaroun : l'une des torpilles a probablement bien fonctionné et le résultat a pu être l'avarie d'un des deux navires à vapeur  ou, selon des recherches plus récentes, le naufrage du bateau de pêche anti-sous-marin HMS Tervani (4.110) que certaines sources attribuent à l'un des jumeaux du Platino, l'Acciaio.

Au moment de l'attaque, le navire remorque le pétrolier français Moy Mazrout, escorté par deux autres bateaux de pêche anti-sous-marins, l'Achroite et l'Arnold Bennett ; après avoir été touché (23,27 h), il coule en très peu de temps à la position géographique de 37° 22′ N, 6° 14′ E avec seulement deux survivants sur un équipage de 24 hommes; le sous-marin italien est alors soumis à une dure chasse anti-sous-marine dont il sort indemne.
Le matin du 18 février, le Platino attaque, avec le lancement de quatre torpilles, un convoi composé de dix transports avec une escorte considérable, en transit dans les eaux du cap Bougaroun, une violente détonation est entendue mais il n'est pas possible de vérifier l'issue de l'attaque car les unités d'escorte attaquent le sous-marin qui doit plonger et partir précipitamment,. Il n'y a pas eu de confirmation de dommages.
Le 7 septembre 1943, dans le cadre du plan "Zeta" visant à contrer le débarquement anglo-américain prévu dans le Sud de l'Italie, il est placé en embuscade avec dix autres sous-marins dans la mer Tyrrhénienne inférieure, entre le golfe de Gaète (Golfo di Gaeta) et le golfe de Paola (Italie) .
Après l'annonce de l'armistice du 8 septembre 1943, il se dirige vers Bona, où il se rend aux Alliés. Le 16 septembre 1943, avec cinq autres sous-marins, il est transféré à Malte sous l'escorte du destroyer HMS Isis (D87). Le 6 octobre 1943, il quitte l'île avec plusieurs autres unités (six sous-marins, deux torpilleurs, un destroyer et deux unités auxiliaires) pour retourner en Italie; le lendemain, il arrive à Naples où il est employé à la production d'électricité pour les installations portuaires.
Dans le cadre de la Cobelligérance avec les Alliés, il effectué cinq missions de transport et de débarquement de commandos dans le Nord de l'Adriatique.
Radié le 18 octobre 1946, le Platino est démoli en 1948.
Le sous-marin a effectué un total de 36 missions de guerre, couvrant 16 673 milles nautiques (30 880 km) en surface et 2 362 milles nautiques (4 375 km) en immersion en 141 jours de navigation.